# Kempelen Riza

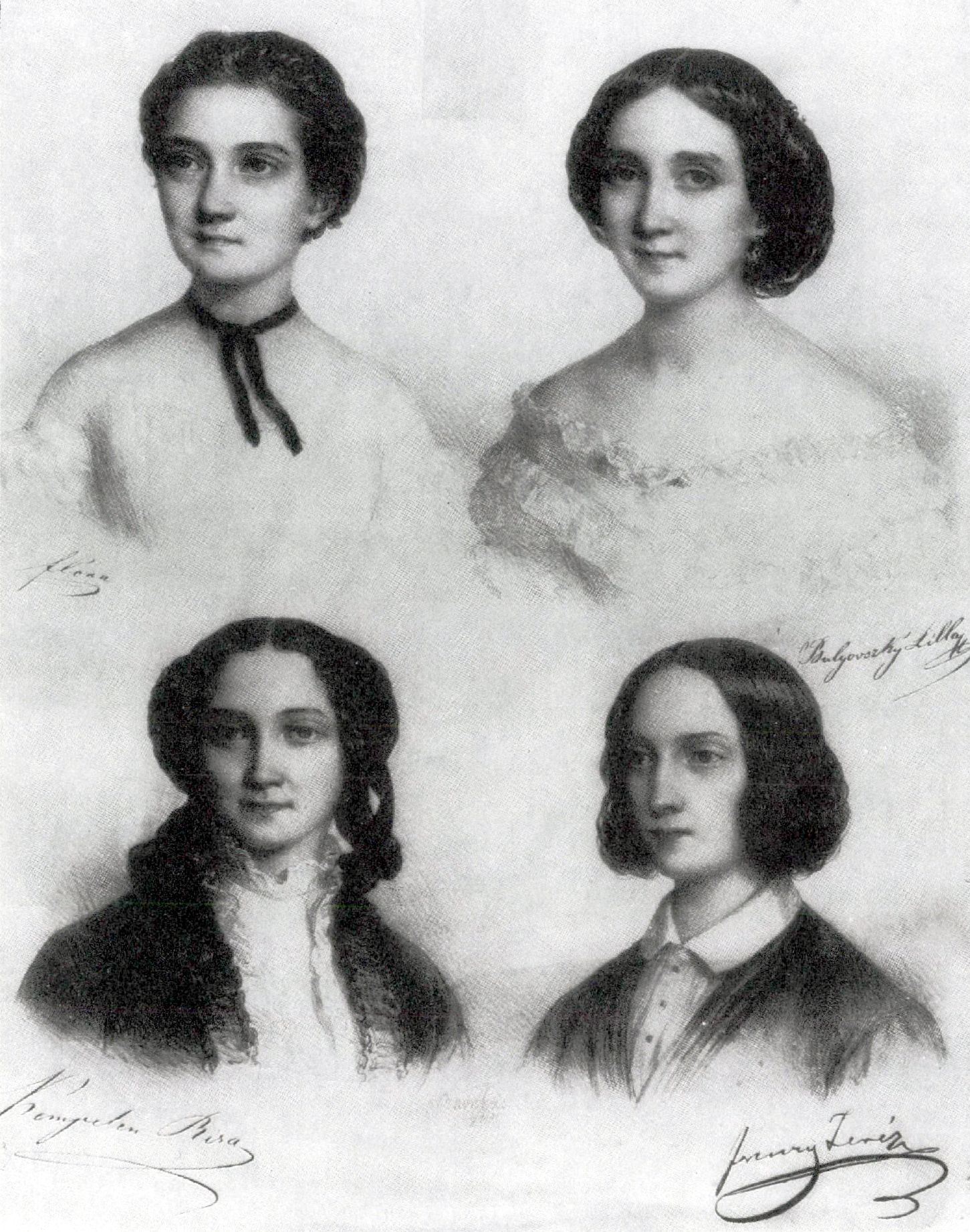
Kempelen Riza arcképe balra lent a Hölgyfutár 1855-ben megjelent arcképalbumában Majthényi Flóra, Bulyovszkyné Szilágyi Lilla és Ferenczy Teréz társaságában, Barabás Miklós tollából

Kempelen Riza (született Tóth Riza, Baja, 1829. – Jászberény, 1858. január 1.) írónő. Kempelen Győző író felesége, Tóth Kálmán költő testvére.

## Pályája
Írói pályáját Hontalan című novellájával kezdte (Pest, 1850. Riza aláírással). Novelláit („beszélyeit”), leveleit és cikkeit főként a Hölgyfutárban (1851–1858., 1862. Egy államférfi, hátrahagyott utolsó műve), valamint néhány más lapban jelentette meg. Egy ideig álnév alatt közölte dolgozatait. 1851-ben házasságot kötött Kempelen Győzővel, ezután saját neve alatt írt. Novellái a nőiróknál akkor még szokatlan korrajzi háttér által tűntek ki.
Férje 1857-ben Jászberényben lett tanár. Itt halt meg Kempelen Győzőné a következő év első napján. Sírkövére Arany János írt verset: Kempelen Ríza sírkövére (1858).

## Munkái
- Kempelen Riza beszélyei. Szeged, 1855. Négy kötet. (I. végzet, Lord Wayward, II. Dumoriez három vacsorája, III. Három székely huszár, Tizezer forintos gondolat, Kérő van a háznál, IV. Zolnayak, Hideg férj.)
- Kempelen Riza ujabb beszélyei Szeged, 1858. Két kötet. (I. Nő teremti a család sorsát, Egy kaczér férfiú,[2] II. Rossz világban élünk, Szélsőségek).
- Kibékülés. Regény. Kiadta Kempelen Győző. Szeged, 1858.
- A grófnő. Pest, 1865. (Kempelen Győző munkái II. kötetében.)